# Rivand
Rivand (persa: دهستان ريوند) es un distrito en la zona central de la provincia Nishapur, provincia de Jorasan Razavi, Irán. En el censo de 2006 la población. fue dado como 12,619 personas, que viven en 3301 familias. El condado tiene 59 aldeas.

## Estructuras
Cerca del Rivand pueblo en Khone-ye Div son las ruinas de un templo del fuego de Zoroastro.